# Hans Böhme (Maler)
Hans Böhme (* 16. Juni 1905 in Rothenburg ob der Tauber; † 1982 ebenda) war ein deutscher Landschaftsmaler, Radierer und Zeichner.

## Leben
Hans Böhme studierte von 1924 bis 1928 an der Kunstakademie Dresden bei Ferdinand Dorsch und Max Feldbauer, zum Wintersemester 1928 wechselte er an die Kunstakademie München zu Angelo Jank. Nach dem Studium war er als freiberuflicher Maler in Rothenburg ansässig.
1943 wurde ihm der Albrecht-Dürer-Preis der Stadt Nürnberg verliehen. Von 1937 bis 1944 war er regelmäßig mit zahlreichen Arbeiten bei den nationalsozialistischen Propagandaschauen „Große Deutsche Kunstausstellung“ im Haus der Deutschen Kunst in München vertreten. Mehrere dort gezeigte Werke entstanden durch seinen Dienst in einer Propagandakompanie als Frontmaler, unter anderem Im glühenden Staub der Donsteppe (1943) und Im Stahlgewitter (1944). Beide Bilder wurden von Adolf Hitler gekauft. Die Arbeit Aus der Kesselschlacht von Kiew (1942) kaufte Joseph Goebbels.
Hans Böhme bediente sich verschiedenster Techniken, so gibt es von ihm baugebundene Fresken und Sgraffiti, Landschaften, Stadtansichten und Porträts, die vor allem mit seiner Heimat Rothenburg verbunden sind. 

## Werke (Auswahl)
- Tauber im Vorfrühling
- Weiter Blick von Rothenburg auf Neusitz
- Sommerliche Erntelandschaft mit Garben
- Stilleben mit Krug und Zwiebeln
- Herterichsbrunnen am Rathaus in Rothenburg o.T.
- Im Taubertal
- Das Dürerhaus in Nürnberg
- Am Plönlein in Rothenburg an einem sonnigen Tag